# Hosekræmmer
En hosekræmmer (eller uldkræmmer) var i 1700- og 1800-tallet en omvandrende forhandler og opkøber af diverse former for linned og uldtøj. Hjemmeproduktionen af tøj i Hammerum Herred dannede senere grundlag for opblomstringen af en tekstilindustri omkring Herning.
Nogle hosekræmmere blev storkøbmænd, for eksempel Søren Kierkegaards far Michael Pedersen Kierkegaard.
I Sverige er gårdfarihandlare en tilsvarende erhvervsgruppe. I 1620 blev Borås i Sjuhäradsbygden grundlagt for at kunne regulere (og beskatte) knallarna, som de kaldtes der.

## Hosekræmmere i litteraturen
En fremtrædende karakter er hosekræmmer i Steen Steensen Blichers novelle Hosekræmmeren fra 1829.

## Fodnoter
1. ↑  "hosekræmmer", Politikens Nudansk Ordbog (19. udgave), JP/Politikens Forlagshus A/S 2005.
2. ↑  Herning Museum (Webside ikke længere tilgængelig)